# Laurentius Molin
Laurentius (Lars) Molin, född den 26 november 1657 i Kumla socken, Västmanland, död natten till den 20 september 1723 i Uppsala, var en svensk kyrkoman och riksdagsman.
Molin blev student vid Uppsala universitet 1677 och informator hos Erik Benzelius den äldre. Han försvarade 1684 en avhandling i romersk arkeologi, De clavibus, som ansågs särdeles värdefull. Han blev 1685 konrektor i Västerås, 1686 konsistorienotarie och vid promotionen i Uppsala 1688 magister (primus). År 1689 företog han, med understöd av kungen, en längre utländsk resa, under vilken han 1692 i Giessen blev teologie licentiat. Han prästvigdes i Stockholm 1693, blev 1694 regementspastor vid Livgardet och utnämndes samma år till teologie professor vid Dorpats universitet. År 1699 flyttades detta till Pernau, och snart därefter måste Molin vid ryssarnas infall fly över till Stockholm, där han 1702 blev änkedrottningens hovpredikant. År 1703 blev han teologie doktor i Giessen.
Molin blev 1705 förste teologie professor och domprost i Uppsala. På denna plats utvecklade han mycken verksamhet, något som väl behövdes, då branden 1702 härjat domkyrkan i grund och även i allmänhet skadat staden. Han skaffade till kyrkan nya klockor och ny predikstol (skänkt av änkedrottningen), medel till reparation av murarna och så vidare, så att kyrkan 1707 kunde ånyo invigas. Som teolog råkade han i tvist med ett par samtida, emedan han 1715 i några utgivna teser inte ville godkänna "Formula concordiæ" såsom egentlig symbolisk bok för Sverige. Större förtjänst om församlingen inlade han genom den särdeles prydliga och bekväma bibelupplaga (den så kallade "Doktor Molins bibel"), som han bekostade och 1720 utgav och vilken allmänt värderades både för riktighet och billighet.  
Molin hade mycket inflytande på stiftsstyrelsen och blev även av betydenhet vid riksdagarna. Han var en av huvudmännen för det med Karl XII:s regering missnöjda parti, som i tysthet arbetade på enväldets avskaffande, och efter Karl XII:s död deltog han jämte Ribbing, Gyllencreutz med flera i utarbetandet av det förslag till regeringsform, som i huvudsak 1719 antogs av ständerna och blev grundläggande för den så kallade frihetstidens statsskick. Vid 1719 års riksdag talade han för tronens besättande genom val och för ökandet av prästeståndets privilegier samt blev, som ledamot av kommissionen över Goertz, en av dennes häftigaste motståndare. I sitt testamente hade han givit en betydande summa till stipendier för studerande; men denna minskades till följd av process ganska betydligt. Hans barn blev, redan under faderns livstid, adlade med namnet Meldercreutz.